# Inês Lourenço

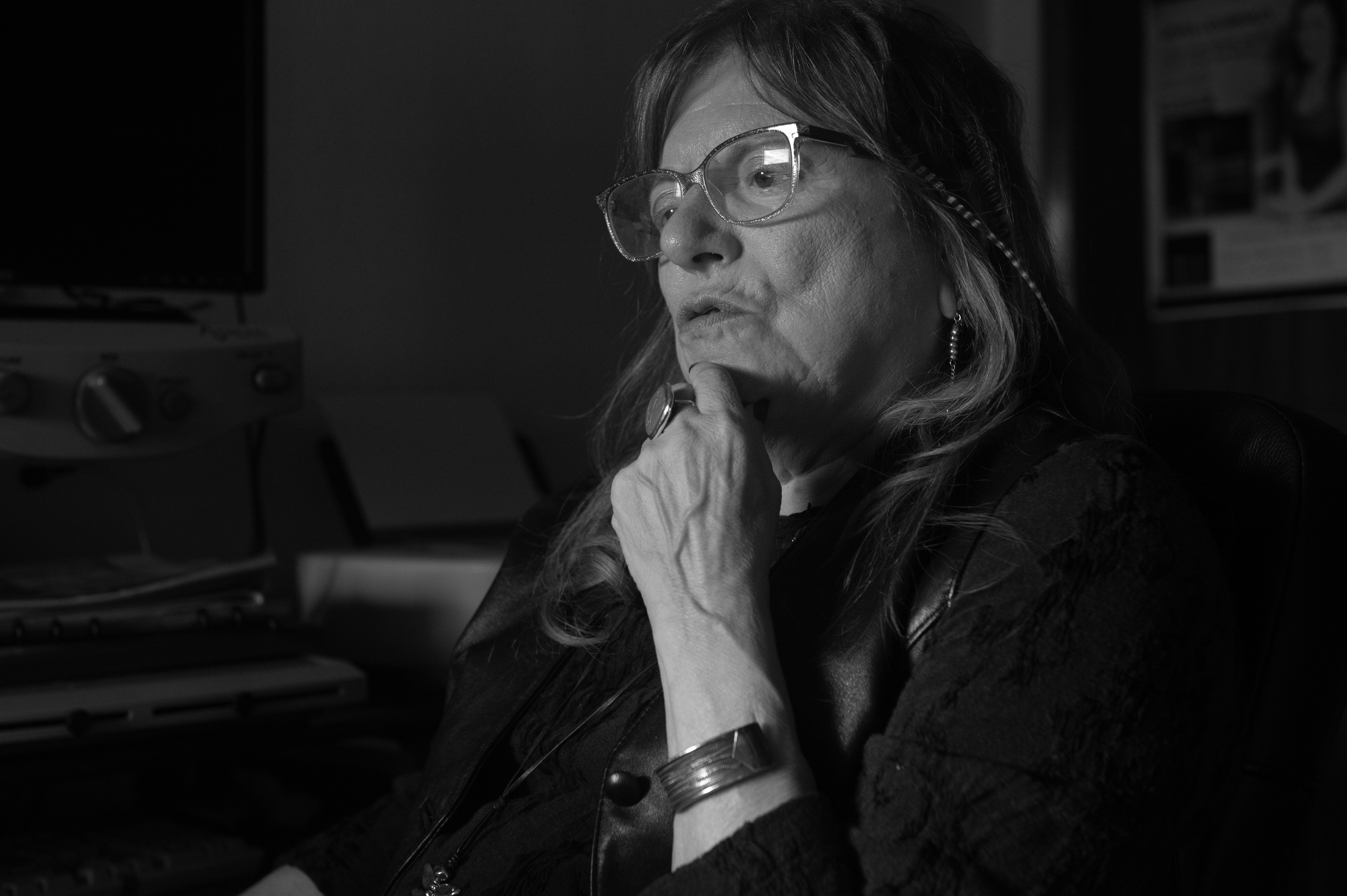
Inês Lourenço por João Paulo Coutinho, 2019

Inês Lourenço (Porto, 7 de Novembro de 1942) é uma poeta portuguesa.

## Biografia
É licenciada em Línguas e Literaturas Modernas (Estudos Portugueses) pela Faculdade de Letras da Universidade do Porto.
Está representada em diversas antologias e numerosas colectâneas de poesia. Poemas seus foram publicados em vários jornais e revistas portuguesas, como: Jornal de Letras, Artes e Ideias; Cadernos de Serrúbia; Colóquio/Letras; Relâmpago, Inimigo Rumor; Telhados de Vidro, Águas Furtadas, Poezine, Cão Celeste #7, Piolho, Cintilações, Eufeme, Gazeta Literária, etc. Colaborou, igualmente, em publicações de poesia do Brasil, Espanha, França, Itália, México, Áustria, Marrocos e Roménia, com poemas que foram traduzidos nas respectivas línguas.
Coordenou e editou, entre 1987 e 1999, os Cadernos de Poesia – Hífen, com 13 números editados, na sua maioria temáticos, publicação de carácter intergeracional, em que participaram, com colaborações inéditas, grande parte dos poetas portugueses contemporâneos, bem como poetas de outras línguas.
Foi-lhe atribuída, a 9 de Julho de 2023, enquanto poeta, a medalha de mérito pela Câmara Municipal do Porto.

## Obras de poesia
- Cicatriz 100%, Editora das Mulheres, Lisboa, 1980.
- Retinografias, Editora das Mulheres, Lisboa, 1986.
- Os Solistas, Limiar, Porto, 1994.
- Teoria da Imunidade, Felício & Cabral, Porto, 1996.
- Um Quarto com Cidades ao Fundo (poesia reunida, 1980-2000, com vinte inéditos) Quasi Edições, V.N. Famalicão, 2000.
- A Enganosa Respiração da Manhã, Edições Asa, Porto, 2002.
- Logros Consentidos, Ed.& etc, Lisboa, 2005.
- A Disfunção Lírica, Ed. & etc, Lisboa, 2007.
- Coisas que nunca, Ed. & etc, Lisboa, 2010.
- Câmara Escura, (antologia seleccionada por Manuel de Freitas), Ed. Língua Morta, Lisboa, 2012.
- O Instante Anterior, Ed. Texto Sentido, colecção Quase Dito, Porto, 2014.
- O Segundo Olhar, (poemas escolhidos, selecção, organização e posfácio de José Manuel Teixeira da Silva), Ed. Companhia das ilhas, colecção azulcobalto  031, Lajes do Pico, 2015.
- O Jogo das Comparações, Ed. Companhia das ilhas, colecção azulcobalto 042, Lajes do Pico, Outubro 2016.
- Os Pecados Predilectos, (antologia organizada e prefaciada por Ronaldo Cagiano e posfaciada por António Carlos Cortez), Ed. Jaguatirica, Rio de Janeiro, Outubro 2019.
- As Palavras Beijam Sem Carga Viral, (em conjunto com Este Fresco Sanatório para o Sangue de Andreia C. Faria), Ed. Câmara Municipal do Porto - Museu da Cidade, Porto, Agosto 2021.
- Dois Cimbalinos Escaldados (vivências portuenses, antologia poética),Texto Sentido, Porto, 2022.
- 14 poetas portuguesas escolhem Inês, (organização de João Luís Barreto Guimarães, prefácio de Luís Miguel Queirós), Ed. lado esquerdo, Coimbra, 2022.
- Ainda o Lugar Incerto da Procura, Ed. Glaciar (com o apoio do Museu e Bibliotecas do Porto), Lisboa, 2024